# Tendres Années (film, 1984)
Pour plus de détails, voir Fiche technique et Distribution.
Tendres Années (Old Enough) est un film américain de 1984 écrit et réalisé par Marisa Silver.

## Synopsis
À New York en 1984, Karen, une jeune fille issue d'une famille pauvre devient amie avec Lonnie, une très riche fille de onze ans. Elles découvrent chacune la culture de l'autre et apprennent à en tirer des leçons. Mais la situation se complique lorsque Johnny, le frère de Karen, commence à s'intéresser à Lonnie.

## Fiche technique
Le film a été tourné à New York, notamment à St. Stanislaus Bishop and Martyr (New York city) (en) et à Saint Mark's Church dans l'East Village, Mahnattan (en) près des anciennes tours du World Trade Center, ou dans le lointain new-yorkais. 
Il a reçu le 1er prix du festival Sundance en 1984.
C'est le premier film où a joué, enfant, l'actrice Alyssa Milano.

## Distribution
- Sarah Boyd : Lonnie
- Rainbow Harvest : Karen
- Danny Aiello : Mr. Bruckner
- Alyssa Milano : Diane
- Neill Barry : Johnny
- Roxanne Hart : Carla
- Susan Kingsley : Mrs. Bruckner
- Tristine Skyler : Sarah
- Fran Brill : Mrs. Sloan
- Gerry Bamman : Mr. Sloan